# Ристиоя (приток Берёзового)
Ристиоя — ручей в России, протекает по территории Чернопорожского сельского поселения Сегежского района Сегежского района Республики Карелии. Длина ручья — 12 км.
Ручей берёт начало из озера Лебяжьего на высоте 119,5 м над уровнем моря.
Течёт преимущественно в юго-восточном направлении по заболоченной местности.
Ручей в общей сложности имеет два притока суммарной длиной 0,8 км.
Втекает в ручей Берёзовый, который впадает в реку Онигму, втекающую в Ондское водохранилище. Через последнее протекает река Онда, впадающая в Нижний Выг.
Населённые пункты на ручье отсутствуют.
Код объекта в государственном водном реестре — 02020001312102000006468.